# Église des Saints-Archanges de Brankovina
Pour les articles homonymes, voir Église des Saints-Archanges (homonymie).
L'église des Saints-Archanges de Brankovina (en serbe cyrillique : Црква Светих Арханђела у Бранковини ; en serbe latin : Crkva Svetih Arhanđela u Brankovini) est une église orthodoxe serbe serbe située à Brankovina, dans le district de Kolubara et sur le territoire de la Ville de Valjevo en Serbie. Elle est inscrite sur la liste des monuments culturels de grande importance de la république de Serbie (no SK 582).

## Présentation

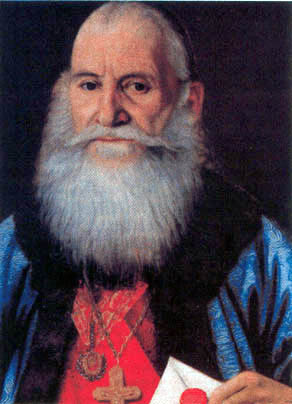
Mateja Nenadović, portrait par Georgije Bakalović, 1841

L'église a été construite en 1830, à l'emplacement d'une ancienne église en bois brûlée par les Turcs, grâce à une donation du prêtre Mateja Nenadović (1777-1854), qui a joué un rôle important dans le Premier soulèvement serbe contre les Ottomans,, notamment par ses missions diplomatiques.
L'édifice se caractérise par son style néo-baroque, inspiré des édifices de la région de Voïvodine de cette époque. Il est construit en pierres et enduit de plâtre peint en blanc. La façade est dominée par un haut clocher.
L'église abrite des livres liturgiques anciens, des œuvres d'art et des documents historiques accumulés au cours du XIXe siècle. Dans le trésor figurent notamment une croix-reliquaire du Xe siècle et un grand évangéliaire offert à Mateja Nenadović par le tsar de Russie, ainsi que des icônes représentant saint Michel, saint Jean et saint Nicolas.

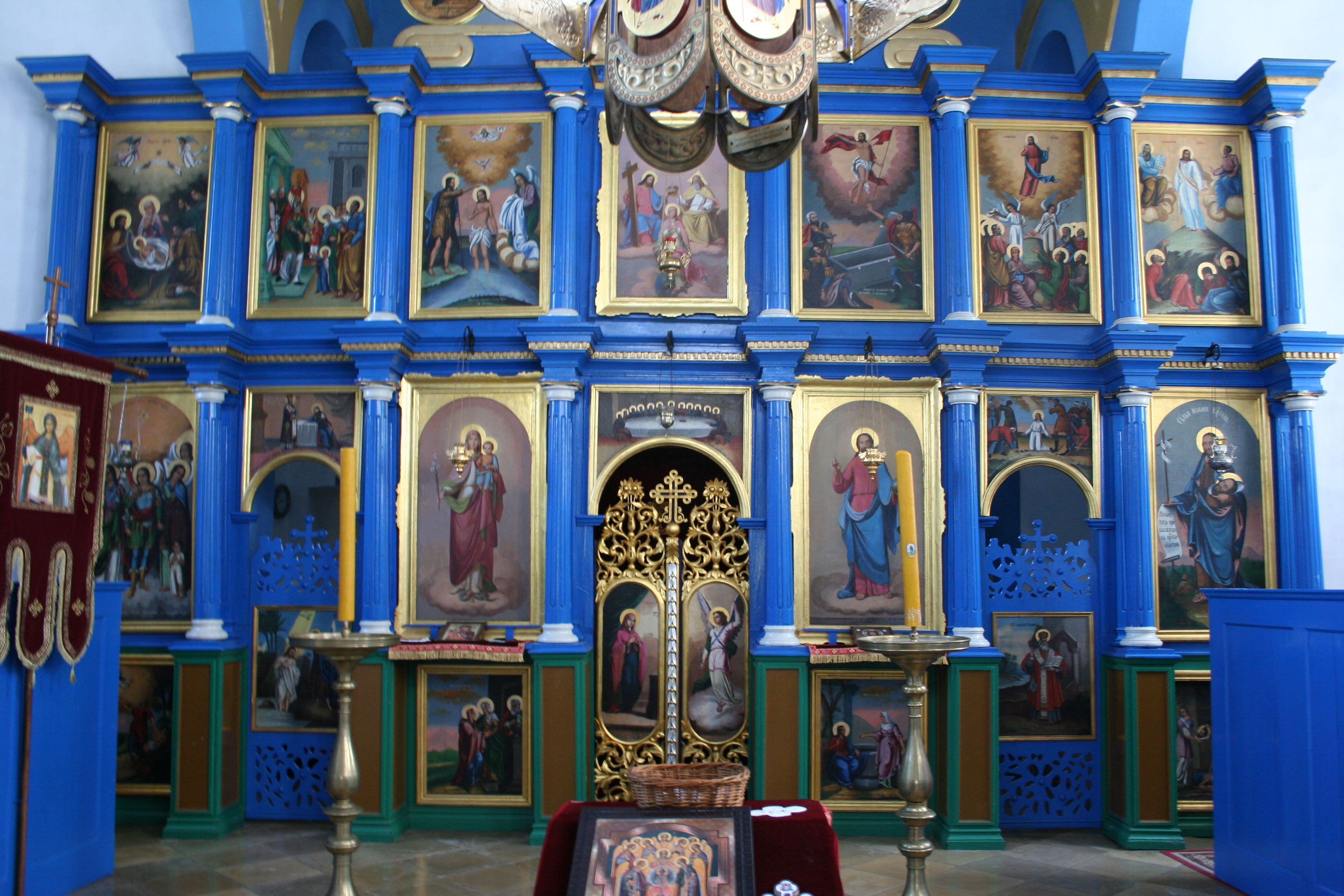
L'iconostase de l'église.

Près de l'église se trouvent des sobrašice et de petites constructions en bois, caractéristiques de l'architecture populaire du XIXe siècle. Au nord de l'église se trouvent aussi des monuments funéraires de la famille Nenadović, originaire de Brankovina, et, notamment ceux d'Aleksa Nenadović, Jakov Nenadović, Sima Nenadović, Mateja Nenadović, Jevrem Nenadović et Ljubomir Nenadović.

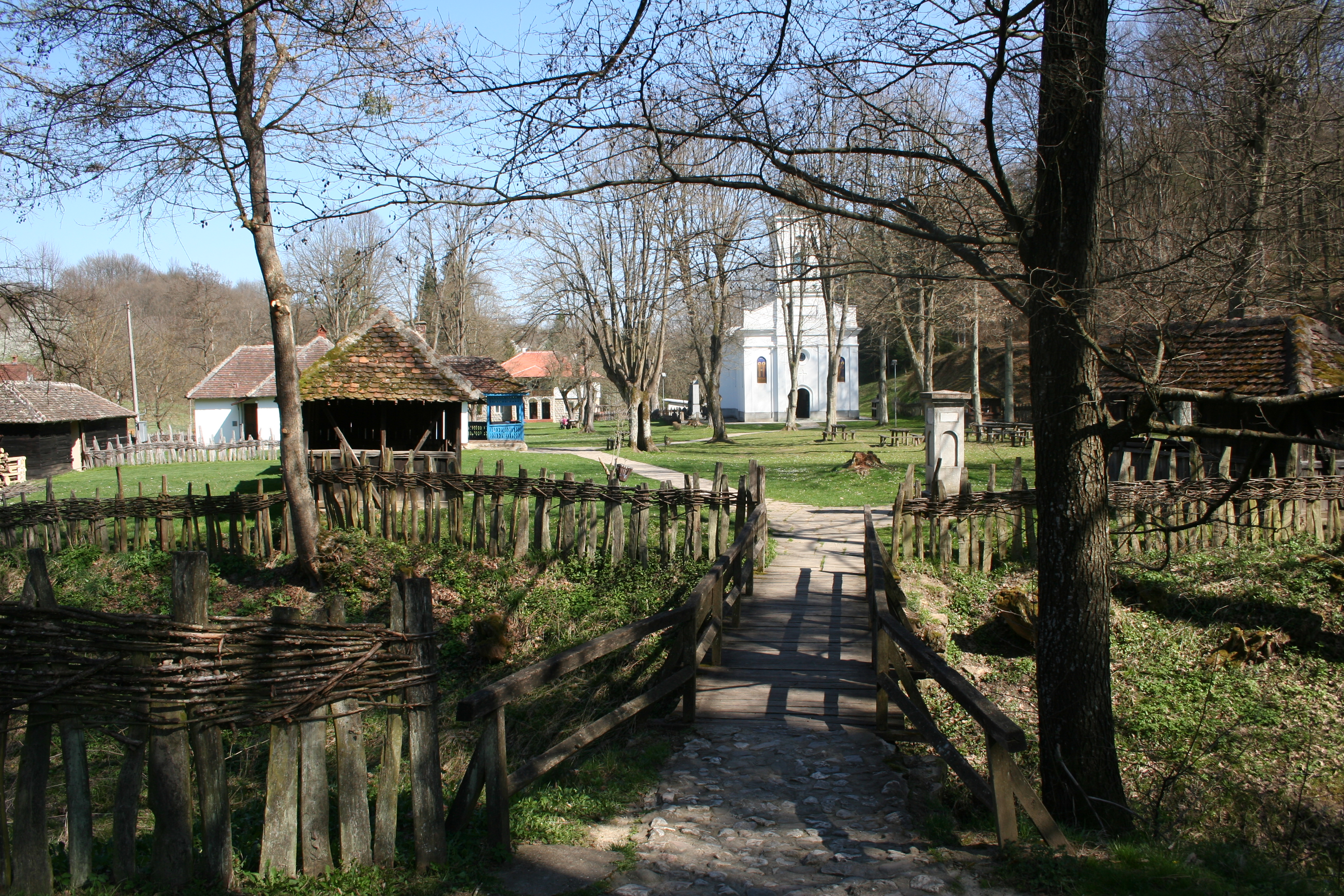
Le parvis de l'église vu depuis la cour de la vieille école.
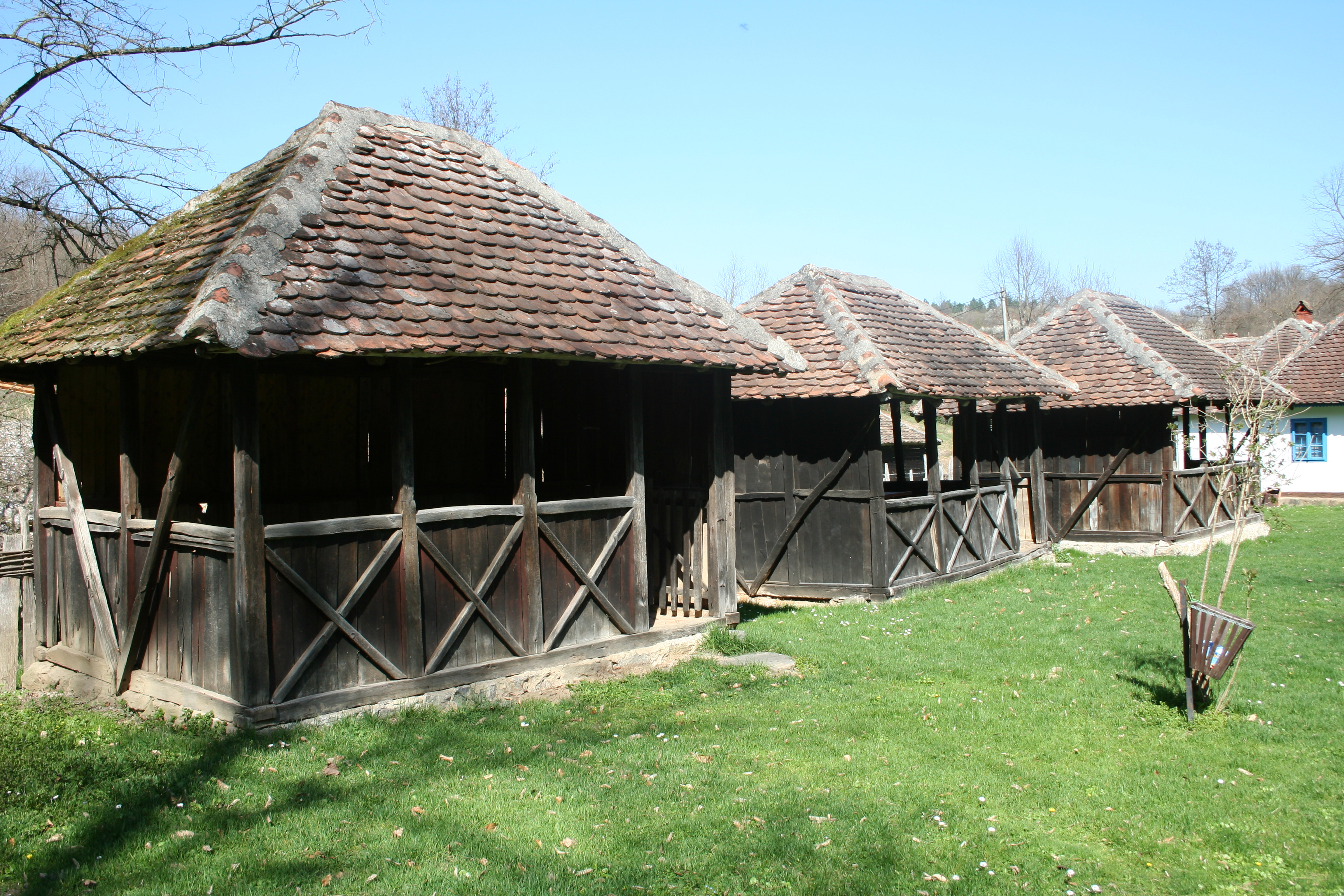
Sobrašice près de l'église.
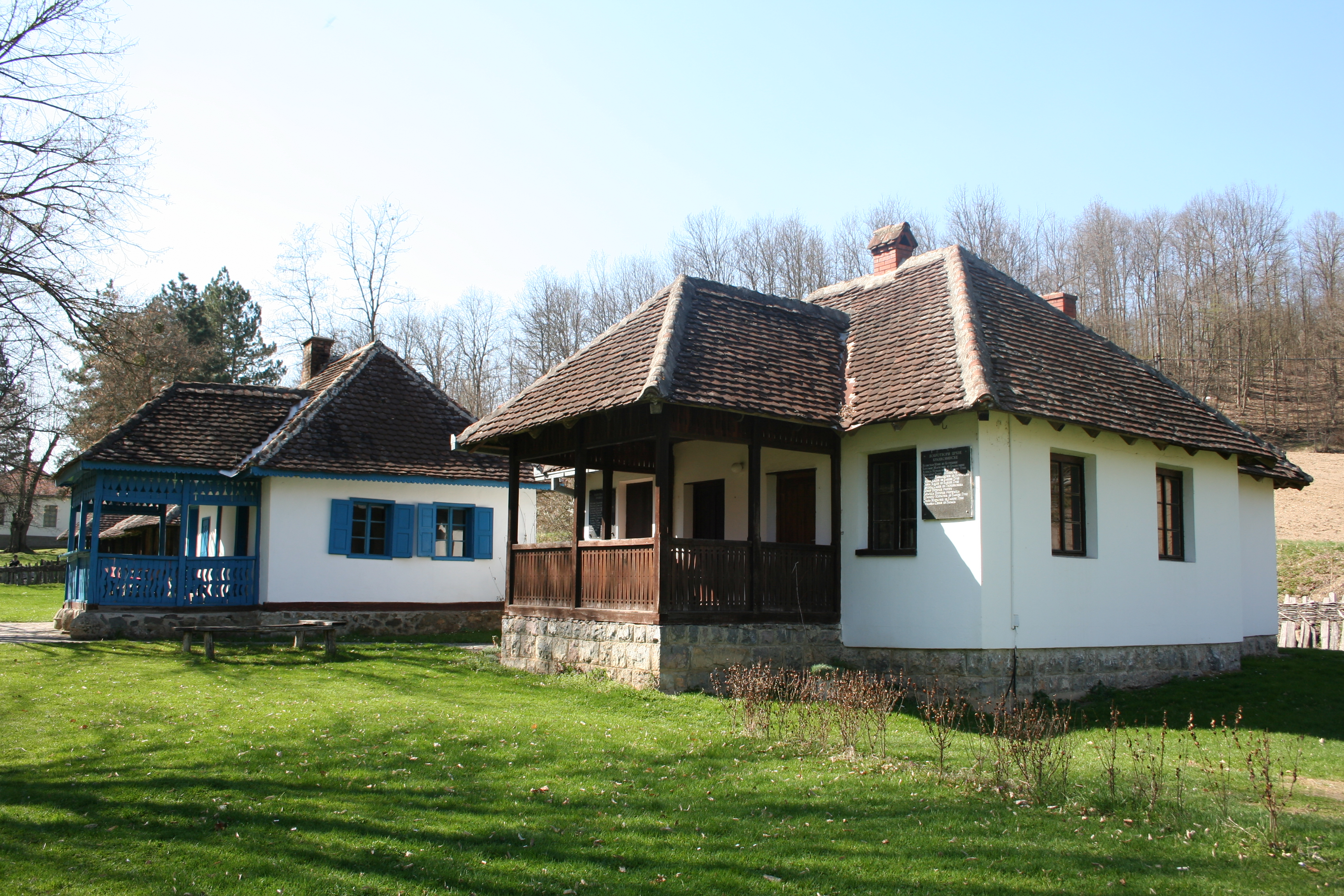
Petites maisons sur le parvis de l'église.
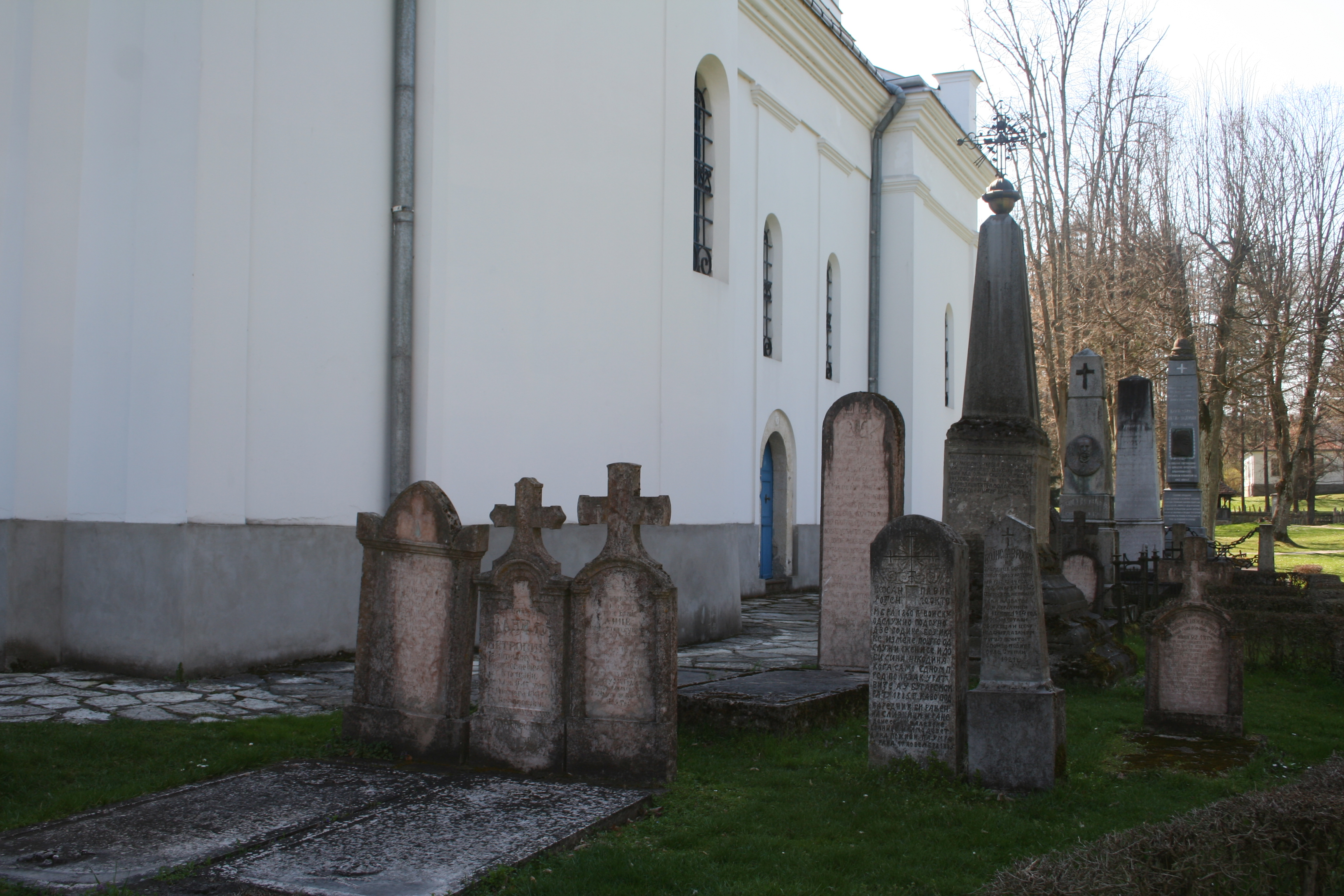
Tombes de la famille Nenadović.
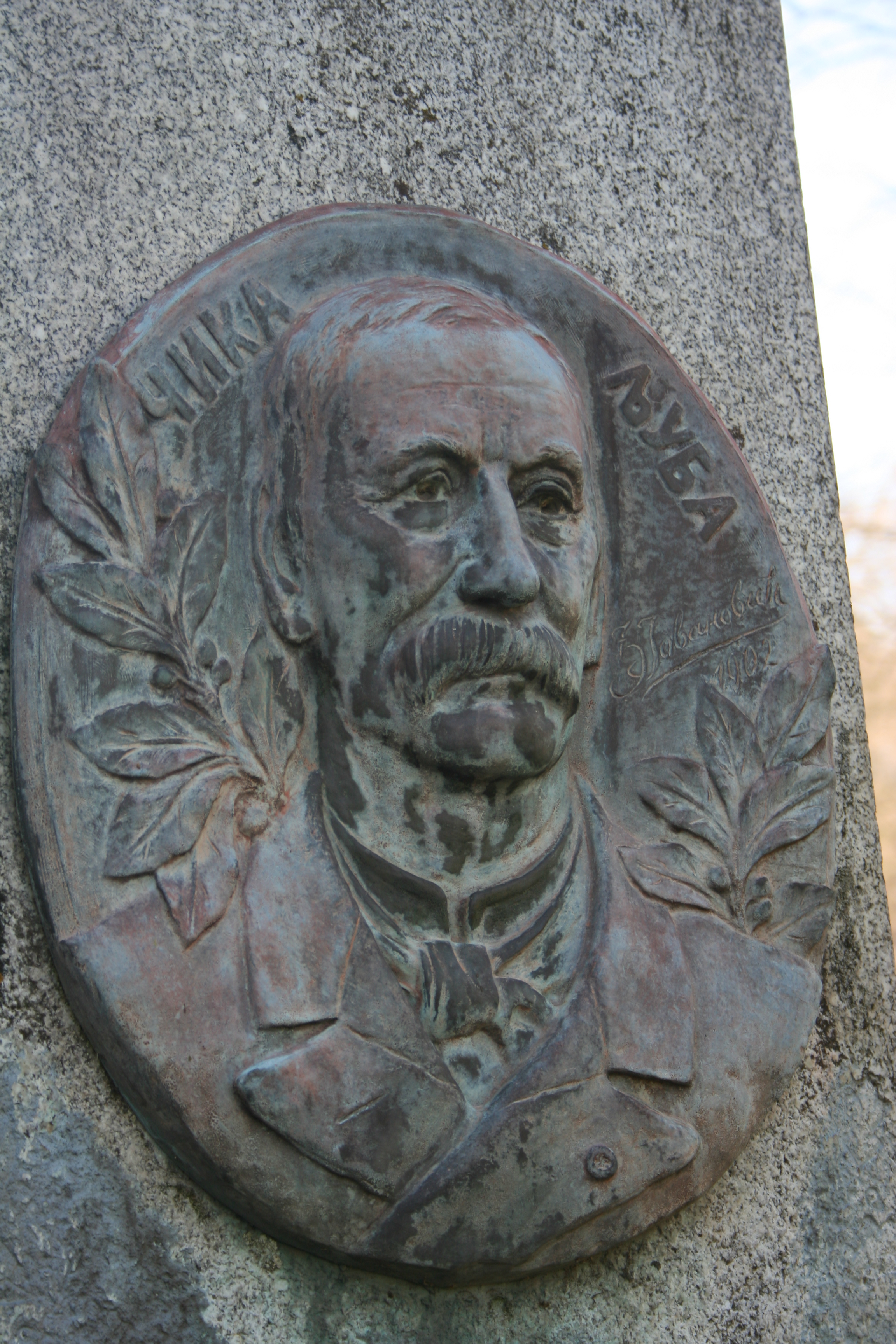
Bas-relief sur la tombe de Ljubomir Nenadović